# ماجراهای سندباد
ماجراهای سندباد با نام اصلی شب‌های عربی: ماجراهای سندباد (به انگلیسی: Arabian Nights: Sinbad's Adventures) یک مجموعه تلویزیونی انیمه ۵۲ قسمتی به کارگردانی فومیئو کوروکاوا از استودیو نیپون انیمیشن است که برای نخستین بار در سال ۱۹۷۵ اکران گردید. این مجموعه بر پایه داستان کودکانه سندباد دریانورد است که در داستان‌های هزار و یک شب نیز از آن یاد شده است.
نکته جالب درباره ماجراهای سندباد این است که سندباد از کتاب‌های هزار و یک‌شب که در اصل ایرانی است اقتباس شده، ولی چون داستان در شهر بغداد که آن زمان جزو ایران بوده می‌گذرد؛ همه فکر می‌کنند داستان‌ها عربی هستند.
ماجراهای سندباد جزو انیمیشن های محبوب زمان دهه 60 بود.

## داستان
سندباد کودک ماجراجو و پردل و جرأتی است که با پدر و مادر خود در بغداد کنونی که در گذشته یکی از شهرهای تمدن بین النهرین ( بابل) باستان بوده  زندگی می‌کند.  عمویی دریانورد (عمو علی) دارد که برای دیدن او و خانواده‌اش به بغداد می‌آید. او یک مرغ مینای سخنگو را به سندباد هدیه می‌دهد که سندباد نام او را شیلا می‌گذارد. سندباد که علاقه‌مند به جهانگردی است مخفیانه سوار کشتی عموی خود می‌شود و همراه او به مسافرت دریایی می‌رود. سندباد در این سفر دریایی عمویش را گم می‌کند و سوار بر یک نهنگ همراه با شیلا به جزیره‌ای می‌رسد. در این جزیره با یک سیمرغ غول‌پیکر، مارهایی که در دره‌ای از الماس زندگی می‌کنند و یک عقاب روبرو می‌شود.
داستان سند باد برگرفته از کتاب داستانهای هزار و یک شب نوشته شهرزاد هست که شخصیت اصلی این داستانها حول محور یک بچه دزد خیابانی به نام علی بابا هست که در نوجوانی پیشکار چهل دزد میشود و آخر سر هم به گروه چهل دزد می‌پیوندد که سفرها و داستان‌ها و اتفاقات هیجان آوری برایش بوجود می‌آورد و با شخصیتهایی با توانایی های مختلف اشنا میشود که در فرهنگ و تاریخ اساطیری بین النهرین باستان ، ایران باستان و هند از آنها بسیار یاد شده که باعث رشد و آگاهی و تبدیل شدن علی بابا از یک دزد خیابانی به یک انسان پاک میگردد ..!
سندباد در ادامه با ماجراهای زیادی سرشار از موجودات شگفت‌انگیز، جادوگرها و هیولاها، غول‌ها، و دیوهای مختلف روبرو می‌شود. سندباد در طول ماجرا با دو هم‌سفر دیگر به نام‌های علاءالدین و علی‌بابا آشنا می‌شود که او را در نبرد با پرنده غول‌پیکر، و جادوگر بزرگ یاری می‌کنند. در مورد نویسنده ی این کتاب یعنی شهرزاد شبهات زیادی وجود دارد و این نویسنده ی چیره دست و توانا علاقه ی بسیاری به گردآوری داستان‌های گفته شده توسط پدران و مادران بوده وحتما زحمات زیادی در گردآوری این داستانها کشیده که برای مردم سرزمین باستانی ایران بویژه فارسی زبانان اهمیت ویژه ای در حفظ نگهداری این گنجینه انسان ساز دارد . 

## شخصیت‌ها

### شخصیت‌های اصلی
- سندباد: کودکی که شخصیت اصلی داستان است.سندباد کودک ماجراجو و پردل و جرأتی است که با پدر و مادر خود در بغداد زندگی می‌کند.
- شیلا: شاهدختی که با طلسم ساتاجیتوی جادوگر تبدیل به یک مرغ مینا شده است و پدر و مادر او نیز طلسم شده‌اند. مرغ مینا پرنده بومی سرزمین کنونی ایران است . این پرنده با استعداد و مستعد یادگیری زبان با تقلید تن صدا زن و مرد و بچه و دیگر صداهای منحصر به فرد است .
- علی‌بابا: شخصیت اصلی کتاب داستان هزار یک شب که سفرهای سندباد اقتباسی از اتفاقات و سفرهای این دزد خیابانی که بعدها پیشکار چهل دزد بغداد می‌شود.  شخصیت پیشکار چهل دزد بغداد که از قسمت نوزدهم داستان با سندباد دوست و همراه می‌شود.
- بابا علاءالدین: مردی که در جوانی چراغ جادو را پیدا می‌کند و به وسیلهٔ آن پادشاه سرزمینی می‌شود اما پس از مدتی قدرت خود را از دست می‌دهد و به پیرمردی دوره‌گرد و کشتیبان تبدیل می‌شود.پیرمردی با تجربه ی بالا و مواجه شده با خطرات و اتفاقات متعدد که بسیار با تجربیاتش به علی بابای هزار و یک شب کمک کرده . علاءالدین از قسمت بیست و سوم (داستان هیولای نیل) با سندباد دوست و همراه می‌شود.
- حسن: دوست سندباد
- ساتاجیت (ساتاجیتو): جادوگری که فرزند تاباسا است.
- بالبا (بولبا): جادوگری که فرزند تاباسا و برادر ساتاجیتو است.
- تاباسا (پیرزن جادوگر): پیرزن جادوگری که از موش می‌ترسد

### سایر شخصیت‌ها
- پدر و مادر سندباد
- ناخدا علی (عموی سندباد): او شیلا را به سندباد هدیه می‌کند و او را با خود به سفر می‌برد.
- پدر و مادر شیلا
- توآدو: خدمتکار خانهٔ سندباد
- مادر حسن
- برادرهای کوچک حسن
- خلیفه‌ی بغداد
- شاهدخت شالم: دختر خلیفه‌ی بغداد
- سلطان شاردو
- شاهدخت اِسترا: دختر سلطان شاردو
- پادشاه شهر زن‌ها
- سلطان سارانجیب
- سندی: دختری از ستارگان
- پوکو: یک کودک بومی که همراه یک ماموت کوچک (بومبو) است و با سندباد دوست می‌شود.
- شیطان بزرگ: سلطان جادوگرها به شکل اهریمن آبی‌رنگ
- زاکار: موجودی (به شکل دختر شلاق به دست و با چهره اصلی گاو) که پیشکار شیطان بزرگ است.

## اسطوره‌ها
این اسطوره‌ها بیشتر برگرفته از افسانه‌های ایران باستان و تمدن میانرودان هستند.

### شخصیت‌های افسانه‌ای
- سیمرغ غول‌پیکر: این پرنده ی اساطیری و اسطوره ای محبوب و نماد زیستن و باروری در فرهنگ ایران باستان بوده و این سیمرغ و خانواده‌اش تبدیل به دوستان سندباد می‌شوند.
- غول چراغ جادو:  وقتی چراغ جادو را بمالند، دود از چراغ جادو بیرون می‌آید و به تدریج تبدیل به غول می‌شود و می‌تواند سه آرزوی کسی که چراغ را در اختیار دارد را برآورده کند . این غول بنا به اشتباه اهریمنی خود توسط خدایان در چراغی اسیر می‌شود . شرط آزادی خود غول از گذشت از طمع دارنده ی چراغ هست که باید یک آرزوی خود را فدای رهایی غول از چراغ بکند . غول چراغ دوست و شخصیت محبوب علی بابای هزار و یک شب است که بواسطه ی آخرین آرزوی علی بابا از تنگای چراغ رهایی میابد و به صورت انسان به حیات خود ادامه می‌دهد .
- غول دود
- غول انگشتر: وقتی انگشتر را بمالند، دود از انگشتر جادویی بیرون می‌آید و به تدریج تبدیل به غول می‌شود خواسته‌های کسی که انگشتر را در اختیار دارد را برآورده می‌کند.
- پری دریایی: پریان دریایی که دوستان سندباد هستند.
- هیولای نیل: او معماهایی را برای افرادی که از رود نیل عبور می‌کنند طرح می‌کند.
- اسب بالدار: پیکره سنگی بالداری که در ویرانه‌های پایتختی سرزمین باستانی ایران زندگی می‌کند و به مردم روستا حمله می‌کند.
- اژدها: ماری که با جادوی ساتاجیتو به یک اژدها تبدیل شده و در یکی از قسمت‌ها تبدیل به دشمن سندباد و دوستانش می‌شود.
- غول (دیو) و پسرش (دیوَک): از دوستان سندباد
- غول یخ: از شخصیت‌های منفی داستان که کودکان را در مجسمه‌های یخی حبس می‌کند.
- غول نفت: شخصیتی منفی که سندباد در پایان داستان با او می‌جنگد.
- غول آتش: شخصیتی منفی که سندباد در پایان داستان با او می‌جنگد.
- غول سنگ: شخصیتی منفی که سندباد در پایان داستان با او می‌جنگد.
- غول شن: شخصیتی منفی که سندباد در پایان داستان با او می‌جنگد.
- پیرمرد کوهستان: دوال پا (قسمت چهارم)

### اشیای جادویی
- چراغ جادو
- انگشتر جادویی
- گوی جادویی
- اسب چوبی پرنده
- قالیچه پرنده
- آینه جادویی: که افراد را به سنگ تبدیل می‌کند.

## موجودها و مکان‌های تاریخی

### حیوان‌های پیش تاریخی
- ماموت
- موا

### مکان‌های تاریخی
- اهرام مصر
- برج بابل (برج افسانه‌ای)
- آثار برجامانده از پایتخت‌های باستانی مانند پارسه (تخت جمشید)

## قسمت‌ها
- قسمت ۱: آغاز مسافرت
- قسمت ۲: جزیره شناور
- قسمت ۳: سیمرغ غول‌پیکر
- قسمت ۴: عجیب پیرمرد
- قسمت ۵: سلطان ساراندیپ[۴]
- قسمت ۶: کوه عاج
- قسمت ۷: غذای لذیذ در قفس
- قسمت ۸: فلفل دانه گرانبها
- قسمت ۹: غول صحرا
- قسمت ۱۰: پیرمردی در واحه
- قسمت ۱۱: مروارید سیاه
- قسمت ۱۲: هدیه پری دریایی
- قسمت ۱۳: اسب چوبی پرنده
- قسمت ۱۴: گنجینه‌های شیطان بزرگ
- قسمت ۱۵: سلطان شاردو
- قسمت ۱۶: چراغ‌فروش مراکشی
- قسمت ۱۷: زندانی شیطان
- قسمت ۱۸: سپاه اسکلت (در ایران با نام «چهار ماهی و شاهزاده» به نمایش درآمد)[۵]
- قسمت ۱۹: علی‌بابای سرگردان
- قسمت ۲۰: پادشاهی زنان (در ایران با نام «جزیره زنان» به نمایش درآمد)[۶]
- قسمت ۲۱: پرنده‌ای به نام راکل
- قسمت ۲۲: پاداش میمون بزرگ
- قسمت ۲۳: هیولای نیل
- قسمت ۲۴: موجودات عصر حجر (ماموت‌ها)
- قسمت ۲۵: پسر دیو (دیوک)
- قسمت ۲۶: نهنگ بزرگ و کوه یخی
- قسمت ۲۷: دزدان بغداد
- قسمت ۲۸: «سه سه می» (کنجد) بازشو
- قسمت ۲۹: قالیچه پرنده
- قسمت ۳۰: کوتوله‌ها
- قسمت ۳۱: جنگ بزرگ در جزیره کوتوله‌ها
- قسمت ۳۲: اسرار شیلا
- قسمت ۳۳: دیو یخ‌ها
- قسمت ۳۴: مرغ آدم‌خوار
- قسمت ۳۵:پوگو و بچه فیل
- قسمت ۳۶: دستبرد به اهرام
- قسمت ۳۷: کشور علاءالدین
- قسمت ۳۸: اژدهای جادویی
- قسمت ۳۹: واحه سوزان
- قسمت ۴۰: دختری از کشور ستاره‌ها
- قسمت ۴۱: ماهی غول‌پیکر کشتی‌خوار
- قسمت ۴۲: سرزمین رؤیایی
- قسمت ۴۳: تند برو علی‌بابا (در ایران با نام «سلطان آفریقا» به نمایش درآمد)[۷]
- قسمت ۴۴: کشتی اشباح در بیابان
- قسمت ۴۵: اسب بالدار
- قسمت ۴۶: علی بابای جادوگر
- قسمت ۴۷: اسرار برج بابل
- قسمت ۴۸: یکصد جادوگر
- قسمت ۴۹: شاهزاده شیلا در خطر
- قسمت ۵۰: شیطان بزرگ آبی
- قسمت ۵۱: نبرد اجنه
- قسمت ۵۲: ابطال سحر

## نمایش در ایران
مجموعه تلویزیونی ماجراهای سندباد برای اولین بار از تاریخ ۴ آذر سال ۱۳۵۶ و به‌طور ممتد و هفتگی از شبکه اول تلویزیون ملی ایران پخش گردید. این مجموعه در ابتدا در روزهای جمعه پخش می‌گردید ولی از ۲۳ دی سال ۱۳۵۶ زمان پخش آن به روزهای پنجشنبه تغییر کرد. پخش این مجموعه ۵۲ قسمتی به دلیل همزمانی آن با جام جهانی فوتبال در آرژانتین، و سپس حوادث پیرامون انقلاب اسلامی ایران در اواخر به وقفه افتاد ولی بالاخره در روز ۲۱ دی سال ۱۳۵۷ با پخش آخرین قسمت آن به پایان رسید.
این مجموعه پس از انقلاب اسلامی بارها از صدا و سیمای جمهوری اسلامی ایران پخش گردید ولی هر دفعه به دلیل حساسیت‌های به وجود آمده در رابطه با داستان‌هایی که به سحر و جادو مربوط می‌شدند قسمت‌هایی از آن کوتاه یا به کل حذف گردیدند.

## صداپیشگان
برگردان و صداگذاری فارسی انیمه ماجراهای سندباد در سال ۱۳۵۵ به سرپرستی ناصر ممدوح و غلامعلی افشاریه در استودیو ساند فیلم انجام شد. برگردان این سریال کارتونی را حسین شایگان انجام داد. ناهید امیریان، مهدی آژیر، ناصر ممدوح، ظفر گرایی، خسرو شایگان، غلامعلی افشاریه و مرتضی احمدی از گویندگان اصلی این سریال انیمه ای بودند این مجموعه در سال ۱۳۸۲ به سرپرستی ناهید امیریان و با همکاری مجدد ظفر گرایی، مرتضی احمدی و ناصر ممدوح بار دیگر بازخوانی شد.
| نقش                                                                                                | صداپیشه                                                                       |
| راوی و گوینده تیتراژ                                                                               | ناصر ممدوح                                                                    |
| سندباد                                                                                             | ناهید امیریان                                                                 |
| شیلا (مرغ مینا)                                                                                    | مهدی آژیر                                                                     |
| علی‌بابا                                                                                            | ظفر گرایی                                                                     |
| بابا علاءالدین                                                                                     | مرتضی احمدی (قسمت‌های آخر) - غلام‌علی افشاریه (قسمت‌های میانی)                   |
| شیلا (شاهزاده دختر)                                                                                | فریبا شاهین‌مقدم                                                               |
| پدر سندباد                                                                                         | پرویز نارنجی‌ها و عباس سعیدی                                                   |
| عموی سندباد (عمو علی)                                                                              | فریدون دائمی                                                                  |
| غول چراغ، غول یخ (قسمت جنگ غول‌ها)، ساتاریتوی جادوگر، خلیفه هارون الرشید (برخی قسمتها)، سلطان شاردو | خسرو شایگان                                                                   |
| غول دود، غول سبزرنگ (زندانی شیطان)، اسب بالدار، مارگیر، خلیفه هارون الرشید (برخی قسمت‌ها)           | خسرو شایگان                                                                   |
| شاهدخت اِسترا، توآدو (برخی قسمت‌ها)                                                                  | مهوش افشاری                                                                   |
| جادوگر (شیطان) بزرگ، سردسته سربازان منقار دار، حاکم سرزمین کوتوله‌ها                                | شهروز ملک‌آرایی                                                                |
| حسن (دوست سندباد)                                                                                  | مینو غزنوی، (قسمت یکم) نادره سالارپور (اواسط داستان) و مهوش افشاری (قسمت آخر) |
| مادر حسن                                                                                           | آذر دانشی (برخی قسمت‌ها)                                                       |
| غول (غلام) انگشتر جادو، سردسته سارقان                                                              | مرتضی احمدی                                                                   |
| پیرمرد عجیب (پیرمرد کوهستان)، تاجر عاج، سرکرده دزدها (یکی از قسمت‌ها)، رئیس بومیان                  | ایرج رضایی                                                                    |
| تاباسا (پیرزن جادوگر)                                                                              | آزیتا لاچینی، آذر دانشی                                                       |
| ساتاجیت (ساتاجیتوی جادوگر)                                                                         | خسرو شایگان، شهروز ملک آرایی                                                  |
| بالبا (جادوگر)                                                                                     | غلامعلی افشاریه، مهدی آژیر                                                    |
| پادشاه شهر زنان                                                                                    | آزیتا لاچینی                                                                  |
| ارباب                                                                                              | غلامعلی افشاریه                                                               |
| هیولای رود نیل، پیرمرد نارگیل‌فروش                                                                  | بهرام زند                                                                     |
| غول یخ                                                                                             | امیرحسین تورج نصر (قسمت دیو یخ)، مهدی آژیر (قسمت جنگ غول‌ها)                   |
| غول نفت                                                                                            | عباس سعیدی (قسمت جنگ غول‌ها) و خسرو شایگان                                     |
| غول آتش                                                                                            | مهدی آژیر                                                                     |
| شاهدخت (دختر خلیفه)                                                                                | مینو غزنوی و مهوش افشاری (قسمت آخر)                                           |
| خدمتگزار خانواده شیلا                                                                              | احمد مندوب هاشمی                                                              |
| دزد کاوشگر اهرام                                                                                   | تورج نصر                                                                      |

سایر صداپیشه‌ها: شهاب عسگری، امیرهوشنگ قطعه‌ای، پرویز فیروزکار، حمید منوچهری، سیامک اطلسی